# Tubercolosi miliare
Per  tubercolosi miliare   in campo medico, si intende una forma diffusa di tubercolosi, un'infezione contagiosa causata dal bacillo di Koch, l'agente eziologico che si diffonde nei polmoni e grazie al sangue in tutto il corpo. Si tratta in realtà di una sepsi tubercolare.

## Epidemiologia
Le parti che vengono coinvolte durante il processo morboso sono principalmente i polmoni, il fegato, la milza e i reni, ma lo si osserva anche nel pericardio, il peritoneo, nella laringe, nei bronchi, negli occhi, nello stomaco e nell'apparato genitourinario.

## Tipologia
Esistono diversi tipi che si suddividono in forme acute, subacute e croniche. Le forme acute sono le più gravi anche perché riguardano sovente anche le meningi.

## Sintomatologia
Fra i sintomi si riscontrano cefalea, cianosi, dispnea, astenia, sudorazione, emottisi, febbre, sintomi comuni agli stati settici. La sintomatologia è variabile in relazione alle sedi colpite dall'infezione tubercolare: se si manifesta pleurite sarà presente anche dolore toracico, se colpito l'apparato genito-urinario con cistite e nefrite si potranno osservare pollachiuria (anche notturna), leucocituria e piuria, dolorabilità alle logge renali. Con interessamento gastro-intestinale si manifestano dispepsia, reflusso gastro esofageo, stipsi, dolori addominali. Con interessamento epatico, innalzamento degli enzimi epatici, riduzione dei fattori della coagulazione sintomi gastrointestinali. Gran parte dei sintomi in corso di disseminazione è ascrivibile allo stato settico e perciò aspecifico, l'anamnesi e le colture ematiche e urinarie sono dirimenti.

## Esami diagnostici
Per la diagnosi occorre una radiografia; in assenza di essa risulta molto difficile riuscire a comprendere con esattezza la tipologia della malattia.

## Eziologia
La trasmissione avviene tramite inalazione dei batteri emessi (il caso più comune è attraverso un colpo di tosse) da una persona infetta. Nelle persone con immunodeficienze si sviluppa più velocemente.

### Fattori di rischio
Fra i fattori di rischio condizioni igieniche non soddisfacenti e luoghi abitati sovraffollati; anche l'età gioca un ruolo importante: le persone molto anziane e molto giovani hanno più probabilità che la malattia insorga. Inoltre anche le persone affette di tubercolosi che non vengono adeguatamente trattate possono sviluppare anche tale forma.